# Agabetes svetlanae
Agabetes svetlanae är en skalbaggsart som beskrevs av Nilsson 1989. Agabetes svetlanae ingår i släktet Agabetes och familjen dykare. Inga underarter finns listade i Catalogue of Life.